# Lamento Borincano (pjesma)
Lamento Borincano (hrv. Plačući Portorikanac) je pjesma koju je 1929. napisao portorikanski tekstopisac i skladatelj Rafael Hernández Marín, koji je pored Plačućeg Portorikanca napisao i druge globalno poznate pjesme poput: "El cumbanchero" i "Campanitas de cristal". Pjesma opisuje siromaštvo seoskog stanovništva u Portoriku i postaje veliki hit u Portoriku ali i drugim državama Latinske Amerike. Lamento Borincano je poznat po velikom broju inačica pjesme, jer je poznati glazbenici Latinske Amerike rado uvrštavaju u svoj repertoar.

## Mjesto nastanka
Rafael Hernández napisao je Lamento Borincano dok je živio u New Yorku. Postoje različita vjerovanja u kojem dijelu New Yorka je pjesma napisana ali većina smatra da se radi o Spanish Harlemu.

## Kor
| Oh Borinquen! La tierra del Edén la que al cantar, el gran Gauthier llamo la perla de los mares ahora que tú te mueres con tus pesares déjame que te cante yo también | O Portoriko! Zemaljski raju ti kojeg je opjevao veliki Gauthier nazivajući te biserom mora sada kad umireš u svojoj žalosti dozvoli mi da te i ja opjevam |

## Radnja
Pjesma opjevava siromaštvo Portorika i njegovih sela u 3. desetljeću prošlog stoljeća. Pjesma započinje s pozitivnim tonovima predstavljajući jibaritoa, tj. seljaka taino, španjolskog i/ili afričkog podrijetla, koji je ikona koja se poistovjećuje s portorikanskim narodom. Jibarito se upućuje sa svojom robom ka gradu, sretan jer je već u mislima prodao robu, a novcem što ga je dobio za robu misli kupiti haljinu za svoju staricu. Cijeli dan je prošao a da nitko nije čak ni upitao seljaka za robu, jer ni ostali nisu imali novca te se sa svojom robom tužan upućuje domu.
U pjesmi se ne spominje država Portoriko nego njen stari naziv, Borinquen.

## Zanimljivost
U pjesmi Rafael Hernández spominje portorikanskog pjesnika Joséa Gautiera Beníteza. Drugi izvođači ove pjesme pjevaju Gotier umjesto originalnog Gautier.

## Izvođači
- Dr. Alfonso Ortiz Tirado, originalna verzija koja odmah postaje hit
- Caetano Veloso
- Ginamaria Hidalgo
- Chelito de Castro i Juan Carlos Coronel
- Plácido Domingo
- Óscar Chávez
- Pedro Infante
- Roberto Torres
- Toña la Negra
- Víctor Jara
- Daniel Santos
- Estela Raval i Los 5 Latinos
- Radio Pirata, rock verzija
- Marc Anthony, salsa verzija
- SAXO?
- Los Indios Tabajaras, instrumentalna verzija
- Javier Solís
- Leo Marini
- Facundo Cabral
- Marco Antonio Muñiz
- Pedro Vargas
- La Lupe i Tito Puente
- Los Panchos
- José Feliciano i Luis Fonsi
- Enrique Cardenas, instrumentalna verzija
- Marc Anthony, Ednita Nazario, Gilberto Santa Rosa i Ruth Fernández
- Edith Márquez
- Ainoha Arteta
- Cuco Sánchez